# Hjalmar Rasmussen
Hjalmar Carl Rasmussen (født 18. april 1894 i Stege -?) var en dansk telegrafmedhjælper og atlet medlem af Stege IF, Nykøbing Falster klubben Thor og flyttede i 1917 til København og IF Sparta. Han vandt det danske mesterskab i stangspring 1919.

## Danske mesterskaber
- Bronze 1921 Stangspring 3,70
- Bronze 1920 Stangspring 3,40
- Guld 1919 Stangspring 3,70
- Sølv 1918 Stangspring 3,50
- Sølv 1915 Stangspring 3,00
- Bronze 1913 Stangspring 3,00